# Fababy
Fababy, de son vrai nom Fabrice Ayékoué, né le 24 janvier 1988 à Paris, est un rappeur et chanteur franco-ivoirien originaire de Noisy-le-Grand en Seine-Saint-Denis.
En 2013, Fababy publie son premier album, La force du nombre, classé 19e des meilleures ventes d'albums en France, et bien accueilli par la presse spécialisée. En 2014, Fababy est associé au quatuor Team BS (équipe Banlieue Sale) formé autour de La Fouine avec en outre Sindy et Sultan. Un album éponyme est publié en février 2014. En mars 2016, il publie son deuxième album solo, Ange et Démon, sur lequel se retrouve le single Love d'un voyou en featuring avec la chanteuse Aya Nakamura.

## Biographie

### Origine
D'origine ivoirienne, il grandit sans son père après le divorce de ses parents.

### Débuts etForce du nombre(2008–2013)
Il commence sa carrière sous le nom de FAB, et fait alors partie du collectif Lyrical Bitume, qui ne publie cependant jamais de projet officiel. Commençant l'aventure solo, il publie en 2008 sa première net-tape, en téléchargement gratuit sur le net, intitulée Entre 2 Mondes, dans laquelle figure Cicatrice du Bitume, morceau très personnel et triste qui l'a mis en avant pour la première fois. Toujours en 2008, Fababy rencontre le rappeur Despo Rutti, et apparait avec lui dans une vidéo freestyle intitulée La Saint-Valentin en featuring avec La Batte de Baseball, diffusée le 14 février 2010, où il utilise le surnom de F.A.B. La vidéo est vue plus de 30 000 fois. Il participe ensuite aux côtés de Rutti à l'émission de radio Planète Rap sur Skyrock, pour promouvoir l'album de Rutti Conviction suicidaire. Sous le surnom de Fababy, il enregistre la chanson Dans nos yeux sur l'album de compilation rap Cosa Nostra de Juston Records, qui est lancé le 1er mars 2010. Lors de la promotion de l'album  Cosa Nostra, il interprète la chanson au nouveau Casino de Paris.
Fababy publie sa première chanson solo, intitulée Fuck l'amour le 14 février 2011, un an après sa première vidéo de groupe.  Il participe aussi à l'album rap Biography of Seven, et sort un clip, L'état nous baratine, le 31 mars 2011 en collaboration avec l'artiste français Seven. Peu après, il publie un autre clip Crie 93 exclusivement diffusé sur le site web Booska-p consacré au rap. Fababy signe ensuite avec le label Banlieue Sale, produit par le rappeur français La Fouine. Fababy contribue à trois reprises dans l'album Capitale du Crime Vol. 3 de La Fouine sur les chansons  J'arrive en balle , C'est bien de, et Jalousie. Son premier album Symphonie des Chargeurs Vol. 1 est sortie le 27 février 2012 et inclut les chansons La symphonie des chargeurs, Du mal à dire, Avec la haine et Problème, cette dernière étant remarquée par la critique .
En 2013, Fababy publie son deuxième album, Force du nombre, classé 19e des meilleures ventes d'albums en France. Bien accueilli par la presse spécialisée,,, une émission de France Ô lui est consacrée et des interviews,,.

### Team BS etAnge et Démon(depuis 2014)
En 2014, Fababy est associé au quatuor Team BS (équipe Banlieue Sale) formé autour de La Fouine avec en outre Sindy (candidate Popstars 2013) et Sultan. Un album éponyme est publié le 24 février 2014 ; la critique remarque que les paroles de Fababy sont plutôt sages. À l'occasion de cette sortie, il est interviewé sur Canal+. Cet album atteint la 5e place des classements en France. Il est certifié disque d'or le 19 septembre 2014,,,,. Il participe alors à des concerts,. 
Puis il annonce sur Facebook, le 9 mars 2016, qu'il est nommé directeur artistique dans le label Barclay Millenium. Le 11 mars 2016, il publie son troisième album solo, Ange et Démon, sur lequel se retrouve le single Love d'un voyou en featuring avec la chanteuse Aya Nakamura. Dans la foulée de cet album, Fababy annonce sur Facebook la sortie prochaine d'un projet de musiques afros, orchestré par le premier single Physio, en featuring avec KeBlack et Naza, dévoilé durant le Planète Rap de son album Ange et Démon.
Avec la création de son propre label musical, "PODIUM", il annonce avoir fait signer deux jeunes chanteurs, Mélina ainsi que Bramsito, qui figureront sur son album de musiques afros à paraître en 2017. Selon une publication sur son compte Facebook du 6 mars 2017, après la sortie de cet album, une mixtape nommée "La symphonie des chargeurs vol.2" sera enregistrée, pour un retour à ses racines et un rap plus dur et mélancolique.

## Discographie

### Album collaboratif
- 2014 : Team BS

### Apparitions
- 2010 : Fababy - Dans nos yeux (sur la mixtape Cosa Nostra de Juston Records)
- 2011 : Fababy - Autopsie 4 (morceau qui devait figurer sur Autopsie Vol. 4)
- 2011 : Fababy - Je préfère mourir (sur la Booska-Tape Vol.1)
- 2011 : Fababy - A la Fuck You
- 2011 : La Fouine feat. Fababy - C'est bien de... (sur Capitale du Crime Vol. 3)
- 2011 : La Fouine feat. Fababy - J'arrive en Balle (sur Capitale du Crime Vol. 3)
- 2011 : La Fouine feat. Fababy, Six Coups MC & Leck - Jalousie (sur Capitale du Crime Vol. 3)
- 2011 : Seven feat. Fababy - L'État nous baratine
- 2011 : Soraya Hama feat. Fababy - Ce Que Je Pense (sur l'EP Frère et sœur de Soraya)
- 2012 : Zifou feat. Sam's, Rabah & Fababy - C'est la hass
- 2012 : Bilel feat. Fababy - Je suis ce que je suis (sur l'album de Bilel Laissez passer l'artiste)
- 2012 : Sadek feat. Fababy - 93 Babies (sur la mixtape de Sadek La Légende De Johnny Niuuum)
- 2012 : Sinik feat. Fababy - Mr Punchline (Remix) sur l'album de Sinik La Plume et le Poignard
- 2012 : Fababy feat. Lil Wayne & Bruno Mars - Mirror remix
- 2012 : Fababy - Mal à dire (remix) (sur la mixtape Départ imminent Vol.2)
- 2012 : Fababy - Si t'es un mec du 93
- 2012 : La Fouine feat. Sniper, Niro, Youssoupha, Canardo, Fababy et Sultan - Paname Boss (sur l'album Drôle de parcours de La Fouine)
- 2013 : Kery James feat. Lino, Tunisiano, REDK, Medine, 2e France, Scylla, Ladea, Fababy et Orelsan - Dernier MC Remix Partie 1 (sur l'album Dernier MC de Kery James)
- 2013 : Still Fresh feat. Fababy & S.pri Noir - Esclave du Système (sur l'album Marche ou rêve de Still Fresh)
- 2013 : Volt Face feat. Fababy - Je sais que tu kiffes quand je rap)
- 2013 : Fababy feat. Sadek & Rabah - Scénario (sur la mixtape À la Fuck You)
- 2013 : Tito Prince feat. Fababy - Nouveau Gilet (sur l'EP Un prince dans un HLM de Tito Prince)
- 2013 : Fababy - Freestyle #1 : Le retour vers la symphonie
- 2013 : Fababy - Freestyle #2 : L'espoir m'abandonne
- 2013 : Fababy - Freestyle #3 : Mes fautes
- 2013 : Fababy - Freestyle #4 : J'vous b*ise tous
- 2014 : Fababy - Dans Mon 93
- 2014 : Fababy - Evil
- 2014 : Fabbay - Silence
- 2015 : Fababy - C'est Fini
- 2015 : Fababy feat. Niska - Allo Remix
- 2015 : Fababy feat. Clayton Hamilton - Rupture
- 2015 : DJ Skorp feat. Fababy - Baltimor sur l'album de DJ Skorp Red Devil
- 2015 : Fababy - C'est pas grave
- 2015 : Fababy - Ma petite
- 2016 : Fababy - Salaud
- 2016 : Fababy - Et si c'était symphonie
- 2016 : Fababy feat. Keblack & Naza - Physio (Température)
- 2016 : Héritier Watanabe feat. Fababy - Cala Boca (sur l'album Carrière d'honneur - Retirada).
- 2016 : DJ Erise feat. Fababy & Awa Imani - Pas comme les autres
- 2017 : Fababy, Melina - Podium

## Classements
| Année | Album                      | Meilleure position | Meilleure position |
| Année | Album                      | France             | Wallonie           |
| ----- | -------------------------- | ------------------ | ------------------ |
| 2012  | La symphonie des chargeurs | 52                 | --                 |
| 2013  | La force du nombre         | 19                 | 51                 |
| 2016  | Ange & Démon               | 50                 | 76                 |

### Singles
| Année | Titre                                                                             | Meilleure position | Album              |
| Année | Titre                                                                             | France             | Album              |
| ----- | --------------------------------------------------------------------------------- | ------------------ | ------------------ |
| 2013  | Paname Boss (La Fouine feat. Sniper, Niro, Youssoupha & Canardo, Fababy & Sultan) | 54                 | Drôle de parcours  |
| 2013  | Wesh ma gueule (Fababy feat. La Fouine)                                           | 143                | La force du nombre |
| 2015  | Love d'un voyou (Fababy feat. Aya Nakamura)                                       | 9                  | Ange & Démon       |
| 2015  | Ma petite                                                                         | 73                 | Ange & Démon       |